# Castellammare della Bruca
Castellammare della Bruca (o Castellamare; Castrimaris nei documenti in latino medievale) è il toponimo con cui veniva indicato il borgo fortificato costruito in epoca medioevale a un'altitudine di circa 71 m sul livello del mare, sul promontorio su cui un tempo.sorgeva l'acropoli di Velia, l'antica colonia greca di Elea.
La località è chiamata anche Castellamare di Velia, poiché è inclusa nel recinto archeologico di Elea  (Velia, in epoca romana), ricompreso nei confini amministrativi del comune di Ascea.

## Storia

### Medio evo
Si ha notizia, nella fase finale del periodo delle invasioni saracene, dell'esistenza di una fortificazione denominata Castellum Velie, che nel nome conservava ancora traccia dell'antica colonia greca decaduta.
Dopo la conquista normanna dell'Italia meridionaledel 1053-1054, e la conseguente cessazione della minaccia saracena, a fianco della fortificazione dovette esser costruito un borgo la cui esistenza è documentata nel 1113.
Risale all'epoca normanna anche la costruzione della Cappella Palatina (chiesa di San Quiricio, o San Quirino), citata in un documento del 1144 e tuttora visibile sul luogo.
Il borgo, nel XII secolo, assunse la denominazione di Castellammare della Bruca, probabilmente dalla contiguità di una vasta foresta di elci (volg.: bruca), che si estendeva da Cuccaro Vetere fino alla costa. Si ha menzione della foresta in un diploma del 1030 con cui il longobardo Guaimario IV, diciassettenne principe di Salerno, donava il bosco alla Abbazia benedettina di Cava. Il toponimo rivela, inoltre, come nel frattempo fosse andata completamente smarrita ogni memoria, anche toponomastica, dell'antica colonia greca, assurta poi a status di municipio romano.

### Età moderna
L'abitato era ancora vivo nella prima metà del XVII secolo e il censimento focatico del 1648 vi registrò l'esistenza di 12 famiglie (fuochi), ma l'insediamento essere andato di lì a poco deserto, o abbandonato, se non se ne trova più traccia già nel successivo censimento del 1669, successivo all'epidemia di peste che colpì l'Italia e il Regno di Napoli nel 1656.

### Età contemporanea
Nel XIX secolo l'abitato si presentava completamente in rovina ai viaggiatori e studiosi di passaggio.
Va ascritto a François Lenormant il merito di aver compreso le potenzialità del sito archeologico della colonia focea quale obiettivo di approfondite ricerche. Queste ultime, tuttavia, nonostante i suoi autorevoli auspici, non vedranno la luce se non all'inizio del successivo XX secolo. 
L'abitato fu interamente distrutto nei primi decenni del XX secolo per permettere l'inizio delle profonde campagne di scavo che avrebbero riportato alla luce la colonia greca di Velia, con l'eccezione della cappella palatina, poi adibita a piccolo antiquarium dell'area archeologica, ancor priva di un museo, nonostante decenni di importanti ritrovamenti.